# Triepeolus quadrifasciatus
Triepeolus quadrifasciatus är en biart som först beskrevs av Thomas Say 1823.  Triepeolus quadrifasciatus ingår i släktet Triepeolus och familjen långtungebin.

## Underarter
Arten delas in i följande underarter:
- T. q. atlanticus
- T. q. quadrifasciatus